# I Hate Models
I Hate Models, de son vrai nom Guillaume Labadie, né le 08 juin 1995, est un producteur et disc jockey français de techno.

## Biographie

### Jeunesse et vie personnelle
Guillaume Labadie grandit dans le sud de la France. Il commence à développer son intérêt pour la musique électronique au collège, écoutant originellement principalement du hip-hop, du punk rock et du heavy metal,. Il est notamment inspiré par un album de remix électroniques d'un de ses groupes préférés, ce qui l'amène lui-même à remixer d'autres morceaux de metal et de punk.
Son pseudonyme « I Hate Models » — littéralement « je déteste les modèles » — exprime une « aversion pour les modèles ou genres littéraux et le fait d'être enfermé dans des catégories »,. Il réduit au maximum ses interactions avec la presse et apparaît quasi-systématiquement masqué — par exemple avec un bandana à ses débuts — en public afin de conserver son anonymat,.

### Carrière

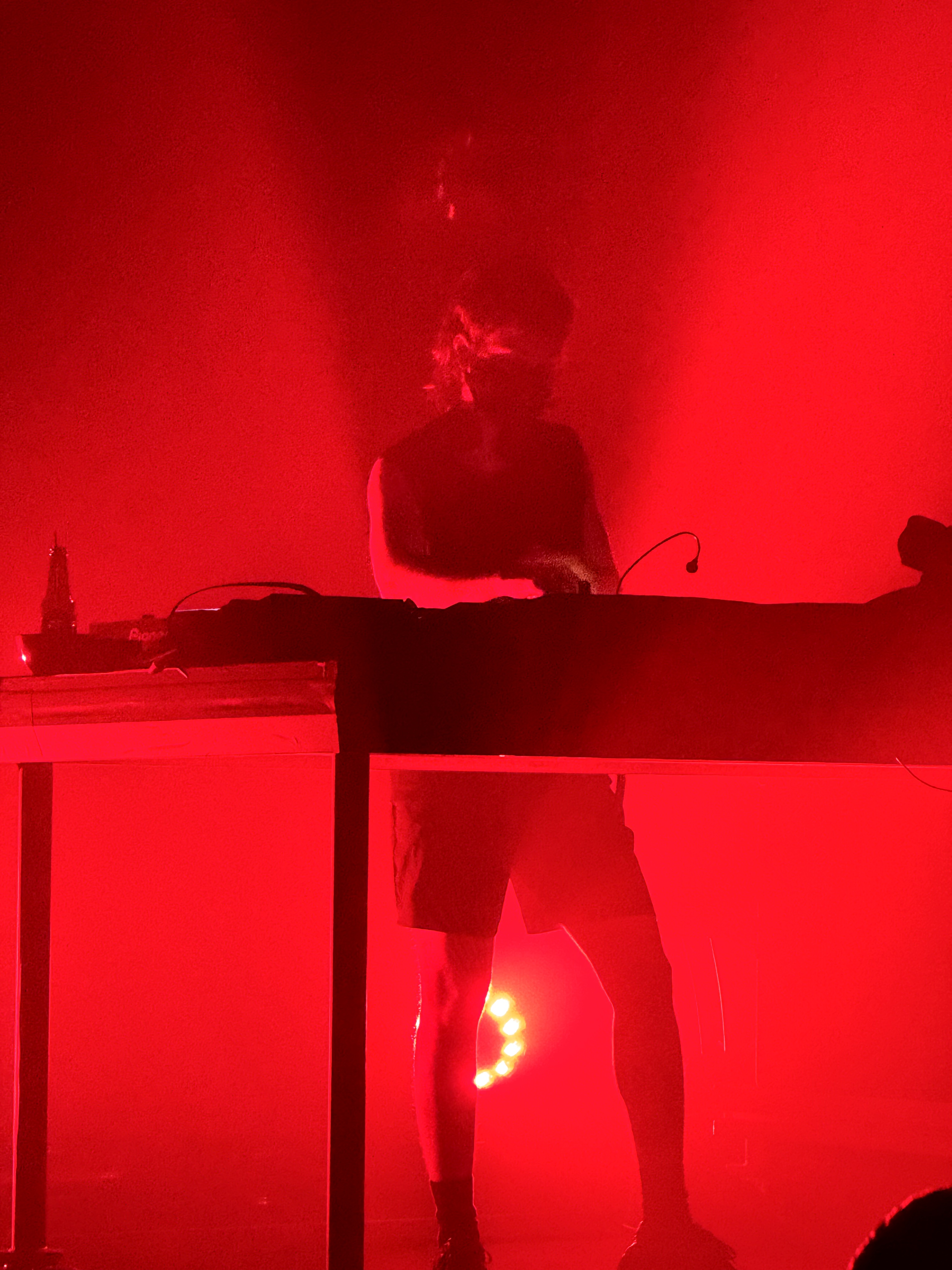
I Hate Models au club Phantom, à Paris, en mars 2024.

I Hate Models commence sa carrière en 2015 en publiant son premier titre Persephone. Son premier EP est Warehouse Memories, paru sur le label ARTS en 2016 et incluant notamment le titre Daydream,. Il poursuit en 2017 avec plusieurs EP dont State of Control, où la piste Last Kiss Before Death est remarquée par DJ Mag pour son « style EBM-esque, marqué par un travail de synthé industriel sauvage »,.
Fin 2018, il apparaît pour la première fois sur le label de techno industrielle londonien Perc Trax avec l'EP Spreading Plague. La critique est positive, Tsugi relèvant par exemple que « ses sonorités se durcissent » et DJ Mag louant la piste principale ainsi que son remix proposé par Perc lui-même. En juin 2019, toujours sur le label Perc Trax, il publie son premier album : L'Âge des métamorphoses, composé de douze pistes. Celui-ci est généralement apprécié par la critique, Inverted Audio évaluant qu'il s'agit d'un « album époustouflant » et Manifesto XXI commentant que « L’Âge des Métamorphoses est une œuvre radicale, audacieuse, défricheuse, intensément percussive et corrosive ». Pour XLR8R, le rythme de l'album « glisse entre des sections mélodiques, vocales, percussives et acides, maintenant l'intérêt élevé sans jamais tomber dans des boucles techno verrouillées », et Tsugi relève que « une savante violence ponctue et déconstruit les instants de grâce à coups d’EBM sauvage et de kicks granuleux ». Toutefois, Resident Advisor est plus mitigé et conclut que « L'Âge Des Métamorphoses est original uniquement lorsqu'il ne martèle pas simplement le crâne »,. Après cet album, il est sélectionné par le magazine Mixmag parmi les révélations DJ de l'année 2019.
En 2020, il est invité par le collectif Possession avec Anetha et Ascendant Vierge à se produire pour France Télévisions sur Culturebox. Début 2021, il crée son propre label nommé Disco Inferno et publie simultanément l'EP Disco Inferno 01,.
En mars 2023, il est la tête d'affiche de la soirée d'ouverture du club Phantom, situé sous le palais omnisports de Paris-Bercy à Paris,. Début 2024, il mixe toute une soirée à la halle Tony Garnier de Lyon, la première date de ce type depuis plus de deux décennies,. En janvier 2024, une étude de la plateforme spécialisée en billetterie Shotgun conclut qu'il est l'artiste le plus écouté en live par la génération Z, devant l'artiste Fred again,.
En novembre 2024, il annonça la sortie de son prochain EP intitulé Forever Melancholia, contenant 5 titres et sortant en 3 singles.

## Style musical

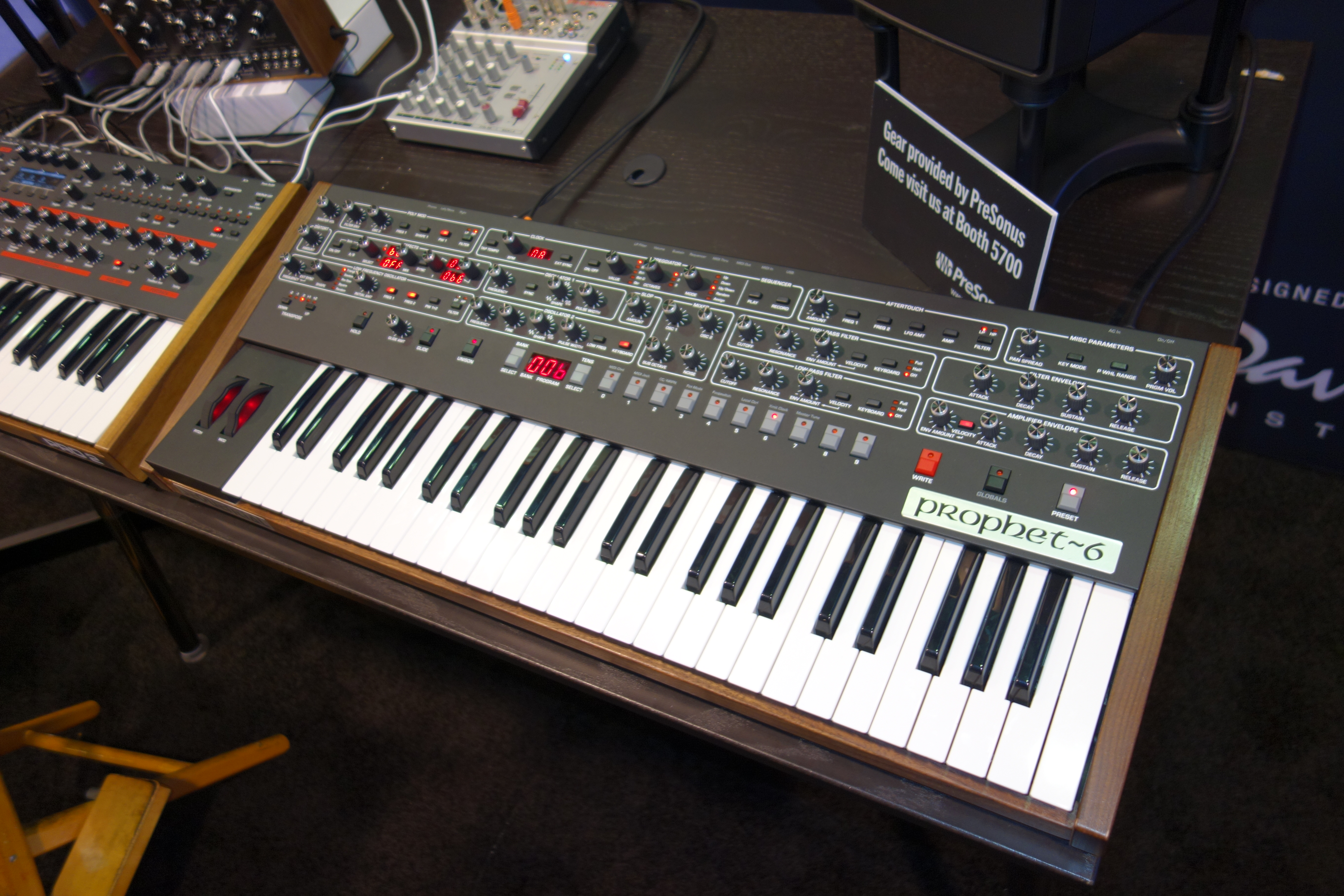
I Hate Models a notamment utilisé le synthétiseur Sequential Prophet 6 pour composer son album L'Âge des métamorphoses.

I Hate Models produit et mixe principalement de la techno, mais ses influences incluent la synthwave, la trance, la cold wave, la musique industrielle et l'electronic body music,. Son style est souvent comparé à la culture rave du début des années 1990,. Pour son album L'Âge des métamorphoses, il élabore ses productions avec un synthétiseur Sequential Prophet 6, une boîte à rythmes Jomox Xbase 999 et des pédales d'effets telles que la Dreadbox Epsilon.
D'après Resident Advisor, les thèmes et sentiments abordés dans ses productions « oscillent entre nostalgie et passion, solitude, mélancolie et brutalité »,.

## Discographie

### Album studio
- 2019 : L'Âge des métamorphoses
- 2024 : Forever Melancholia

### EP
- 2016 : Warehouse Memories
- 2016 : 500 Lesbians in Irak
- 2016 : The Black Dissident EP
- 2016 : The Lost Tapes
- 2017 : Absolution XXL
- 2017 : Totsuka No Tsurugi
- 2017 : State of Control EP
- 2018 : Midnight Cults
- 2018 : Spreading Plague
- 2019 : Intergalactic Emotional Breakdown
- 2021 : Disco Inferno 01